# Gunn Jorid Roset
Gunn Jorid Roset, född 22 maj 1974, är en norsk diplomat.
Roset innehar en cand. mag.-examen och har arbetat inom den norska utrikestjänsten sedan 2002. Hon tjänstgjorde som underdirektör i Utrikesdepartementet 2012–2014 och avdelningsdirektör 2014–2017. Åren 2017–2021 var hon Norges ambassadör i Malaysia. Sedan 2021 tjänstgör hon återigen som avdelningsdirektör i Utrikesdepartementet.